# Глеваха (зупинний пункт)
Глеваха — пасажирський зупинний пункт Південно-Західної залізниці (Україна), розташований на дільниці Фастів I — Київ-Волинський між зупинними пунктами Данилівка (відстань — 2 км) і Шляхова (3 км). Відстань до ст. Фастів I — 34 км, до ст. Київ-Волинський — 23 км.
Розташований на території Глеваської селищної ради Васильківського району Київської області, за 1,5 км на південний захід від однойменного смт. На захід від зупинного пункту знаходяться садово-дачні ділянки, на південь — автошлях E95 (М05). Має дві високі платформи берегового типу.
Зупинний пункт відкритий 1927 року як блокпост Глеваха.